# Agammaglobulinemia autosomica recessiva
Per agammaglobulinemia autosomica recessiva in campo medico, si intende una forma specifica di agammaglobulinemia di forma autosmica recessiva, simile all'agammaglobulinemia legata al sesso.

## Epidemiologia
Rarissima, si è riscontrata in ambo i sessi in età infantile.

## Sintomatologia
Le prime manifestazioni compaiono dopo i primi  mesi di vita. Caratteristica è l'aumentata vulnerabilità ad infezioni.

## Eziologia
La causa è genetica, sono state individuate varie mutazioni che comportano manifestazioni simili.

## Diagnosi
Per diagnosticare la malattia occorre una corretta anamnesi dove si evince il quadro clinico e indagini di laboratorio.